# Précy-le-Sec
Précy-le-Sec – miejscowość i gmina we Francji, w regionie Burgundia-Franche-Comté, w departamencie Yonne.
Według danych na rok 1990 gminę zamieszkiwało 216 osób, a gęstość zaludnienia wynosiła 14 osób/km² (wśród 2044 gmin Burgundii Précy-le-Sec plasuje się na 696. miejscu pod względem liczby ludności, natomiast pod względem powierzchni na miejscu 624.).